# Můstek (métro de Prague)
Můstek (en tchèque : Můstek /muːstɛk/) est une station de correspondance entre la ligne A et la ligne B du métro de Prague. Elle est située à proximité immédiate de la place Venceslas (Václavské náměstí), sur le quartier Nové Město, dans le 1er district de Prague en Tchéquie.

## Situation sur le réseau

Plan du métro (2015).

Établie en souterrain, Můstek, est  une station de correspondance entre la ligne A et la ligne B, elle dispose d'une sous-station sur chaque lignes : 
Můstek ligne A, située à 29 m de profondeur, est une station de passage de la ligne A, établie entre la station Staroměstská, en direction du terminus ouest Nemocnice Motol, et la station Muzeum, en direction du terminus est Depo Hostivař, elle dispose d'un quai central encadré par les deux voies de la ligne ;
Můstek ligne B, située à 40 m de profondeur, est une station de passage de la ligne B, établie entre la station Národní třída, en direction du terminus ouest Zličín, et la station Náměstí Republiky, en direction du terminus est Černý Most, elle dispose d'un quai central encadré par les deux voies de la ligne.

## Histoire
La station de passage Můstek est mise en service le 12 août 1978, lors de l'ouverture à l'exploitation de la première section de la ligne A entre Náměstí Míru et Dejvická. Son nom signifie « petit pont » et est ainsi nommé d'après le carrefour qui surplombe la station. L'origine du nom de ce carrefour était incertaine jusqu'à ce que les travaux de construction de la station mettent au jour un petit pont qui en est probablement l'origine étymologique,.
Elle devient une station de correspondance le 2 novembre 1985, lors de la mise en service de la station de la ligne B, située à plus grande profondeur, et des installations souterraine permettant le passage d'une station à l'autre,.

## Services aux voyageurs

### Accès et accueil
Les quais des stations sont accessibles par des escaliers mécaniques et des ascenseurs, ce qui en fait une station accessible aux personnes à la mobilité réduite.

Installations
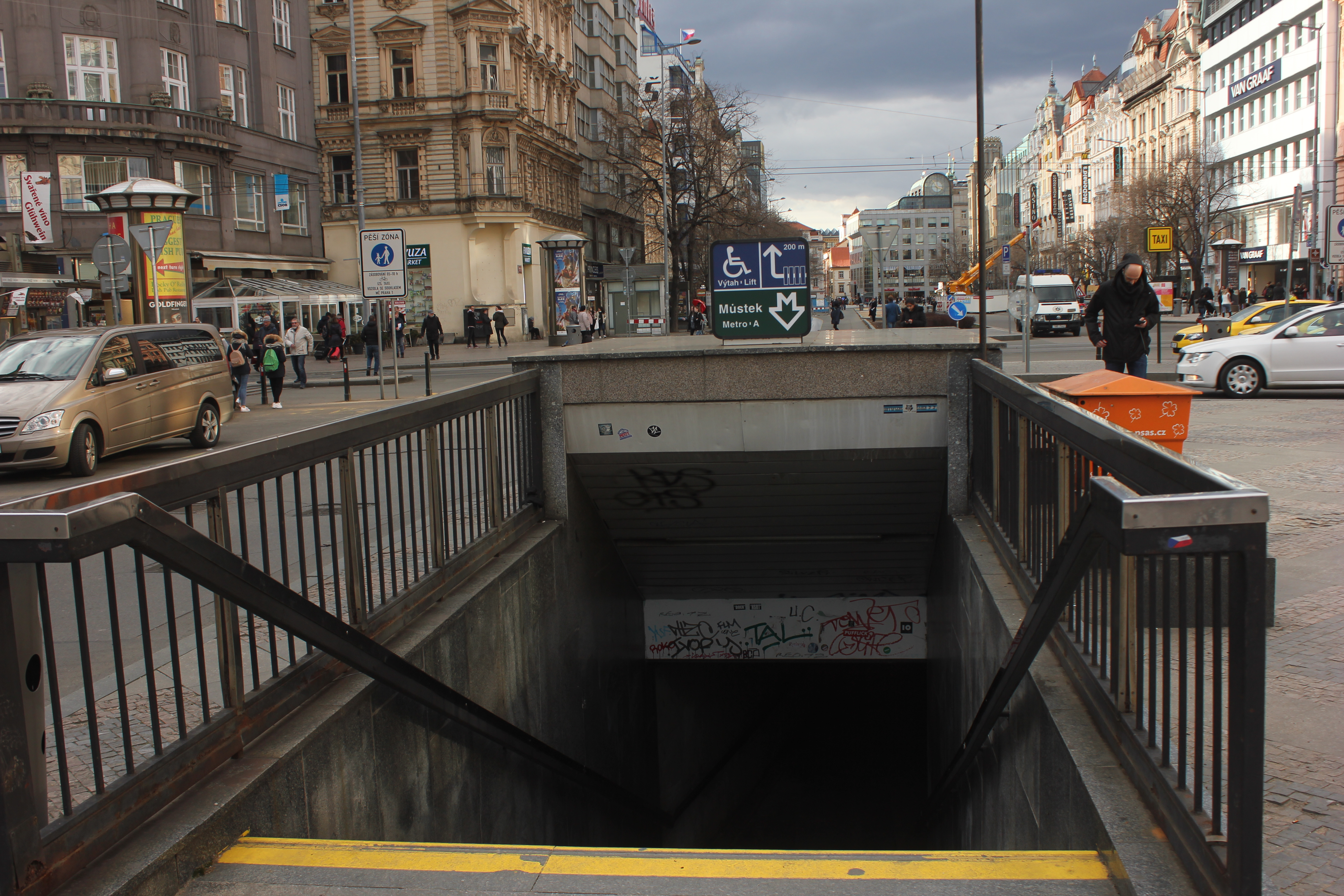
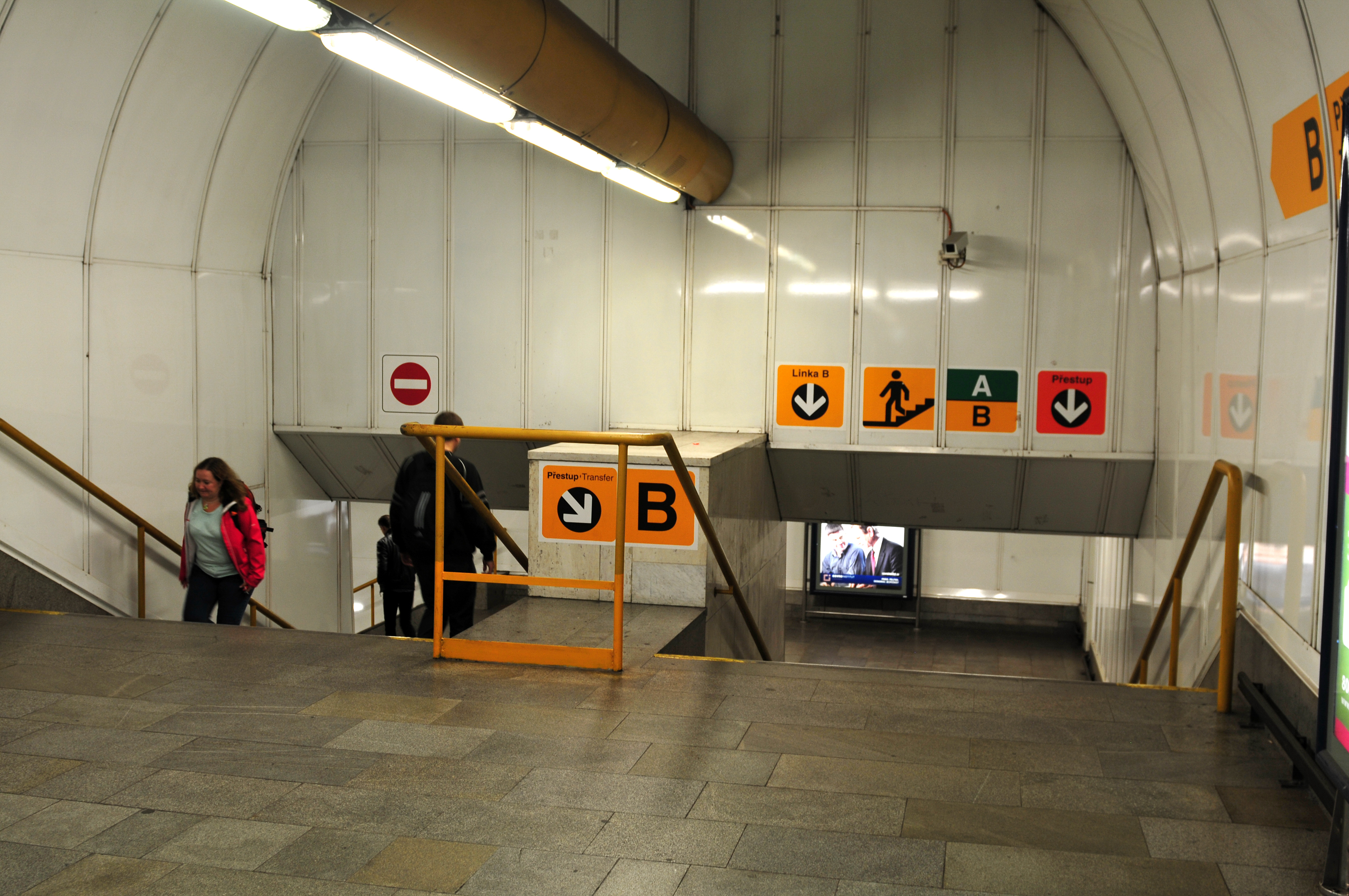
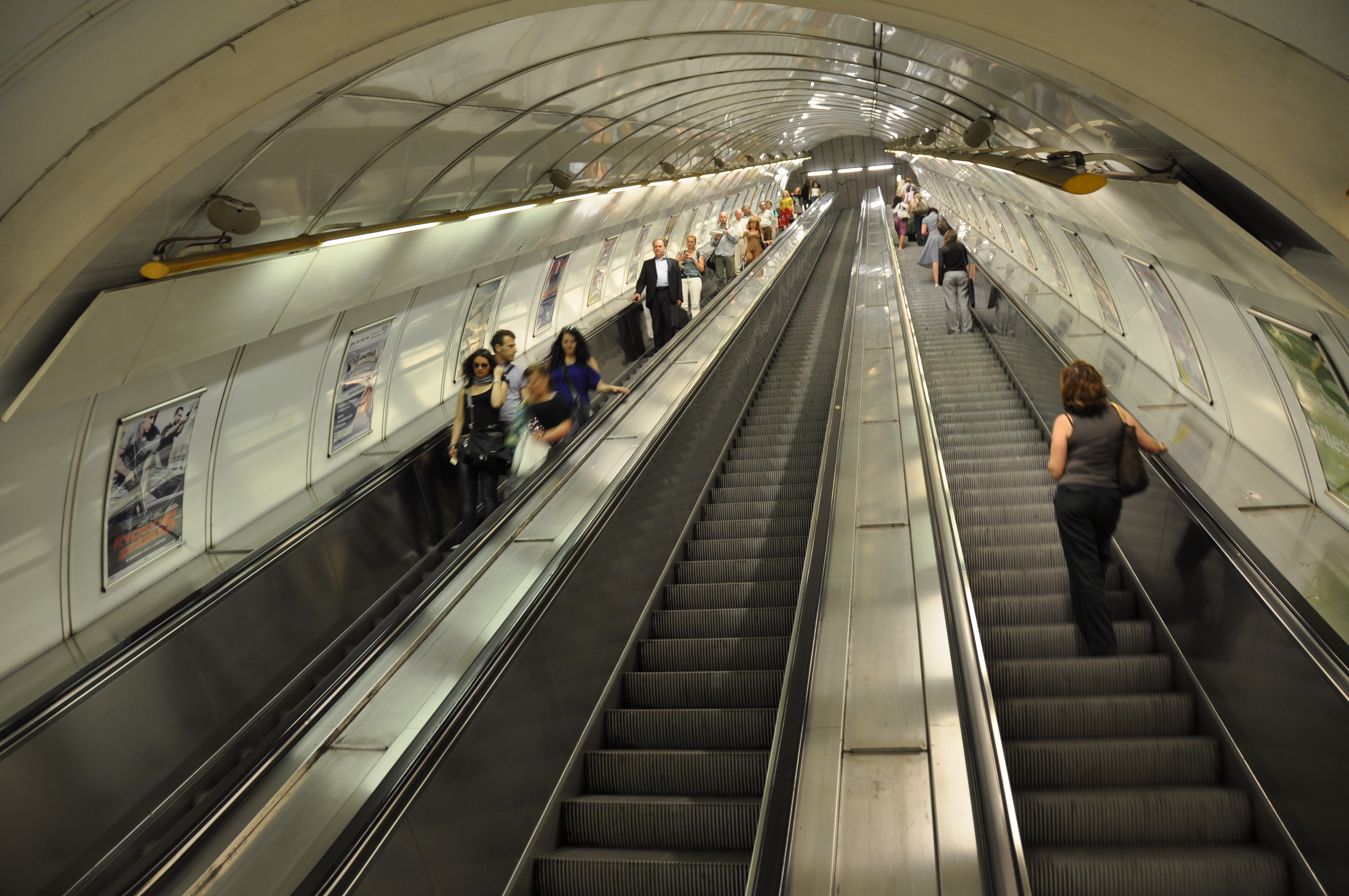

### Desserte

#### Můstek ligne A
Můstek A est desservie par les rames qui circulent sur la ligne A du métro de Prague.

Installations
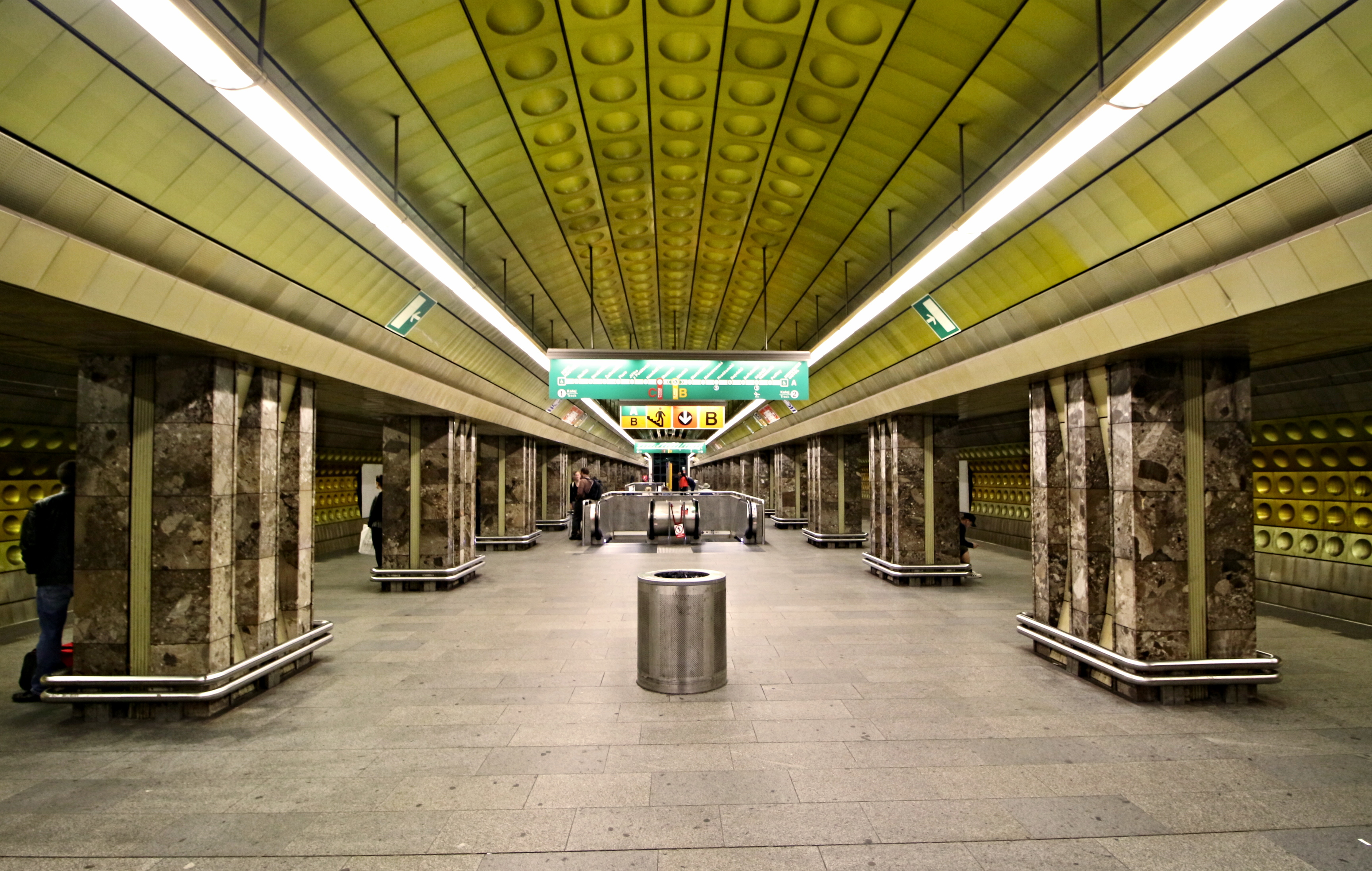
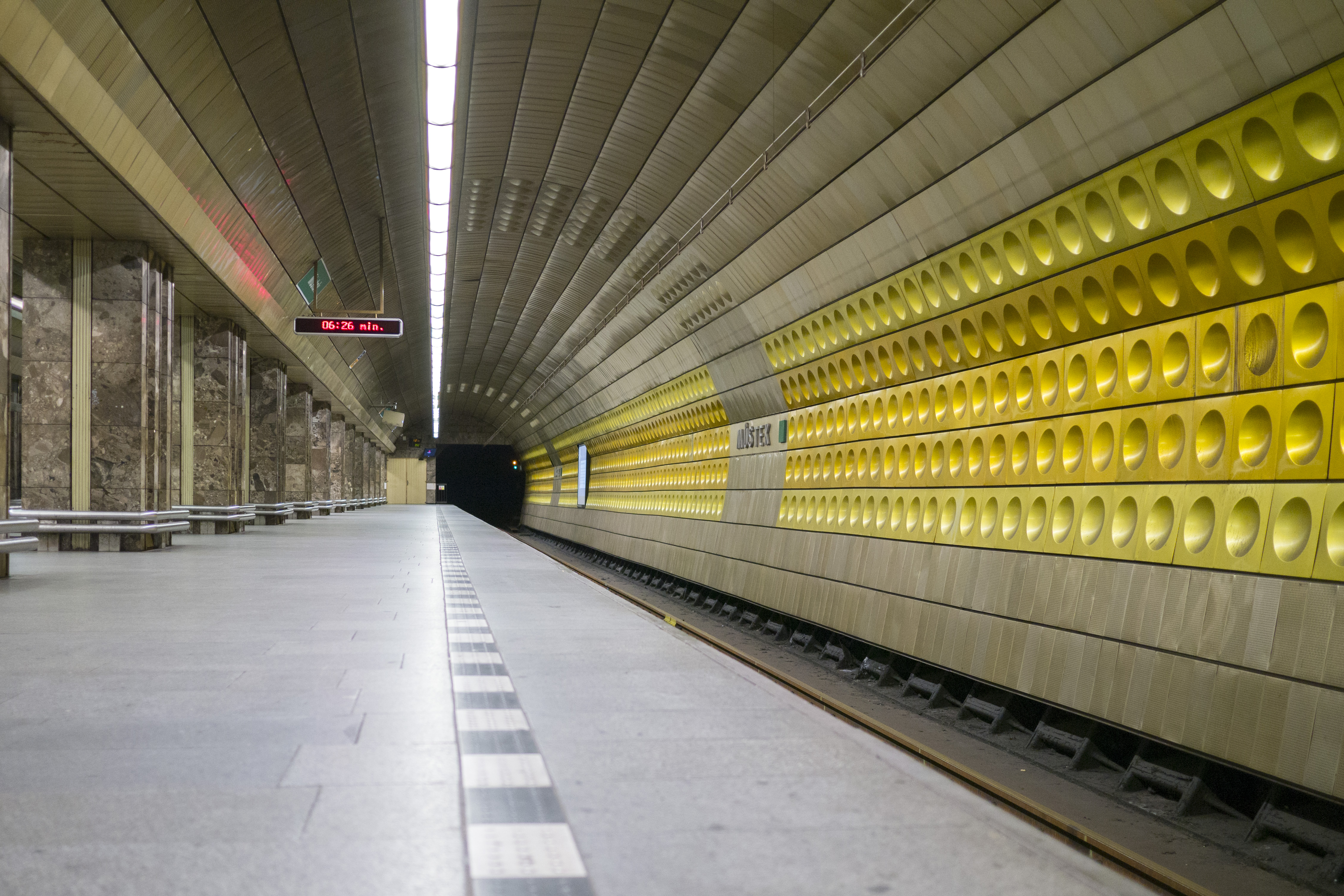
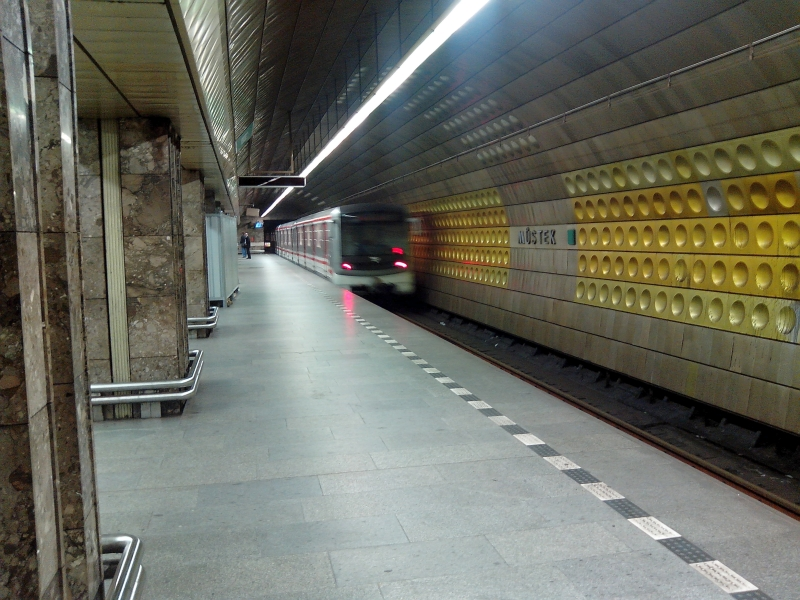

#### Můstek ligne B
Můstek B est desservie par les rames qui circulent sur la ligne B du métro de Prague.

Installations
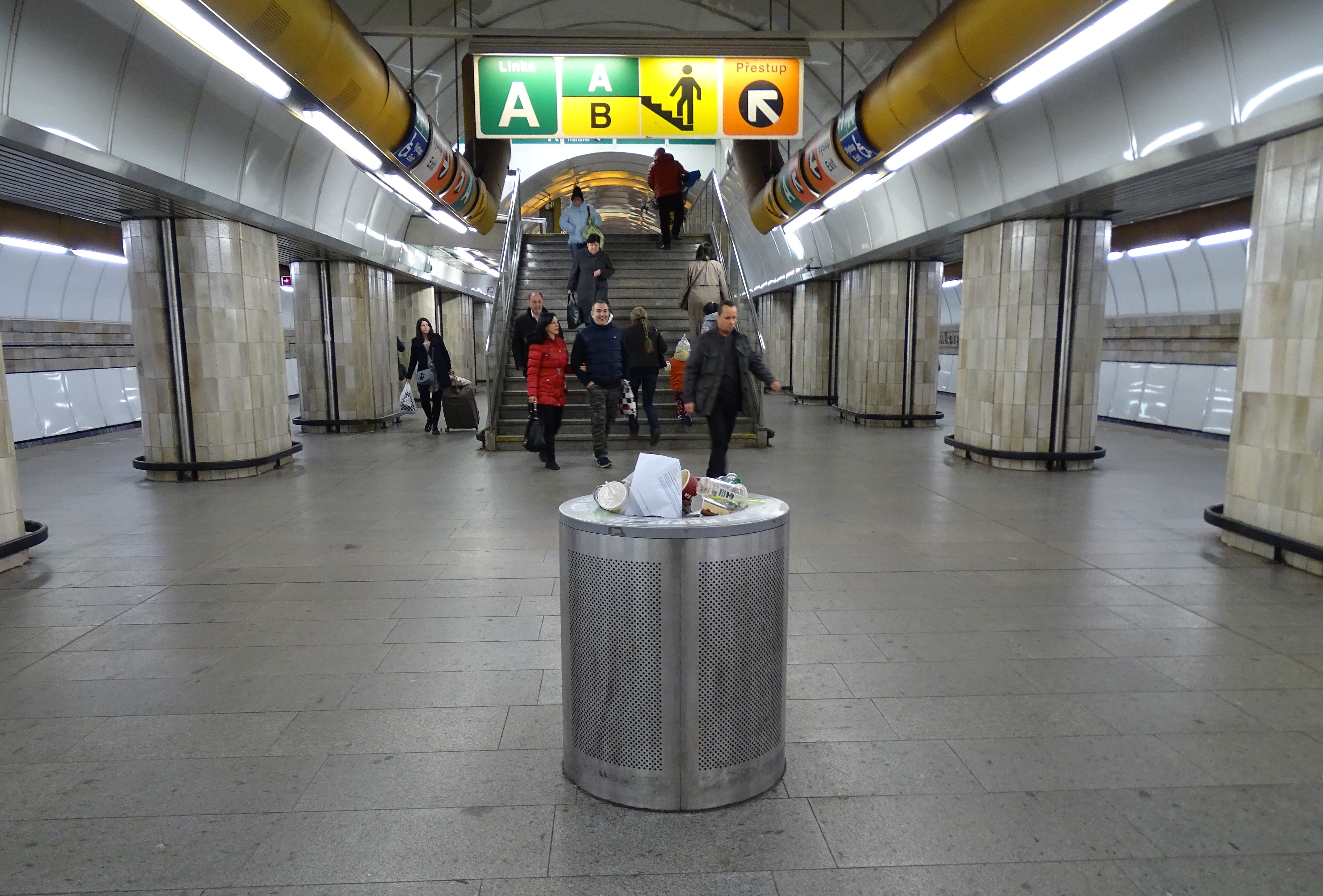
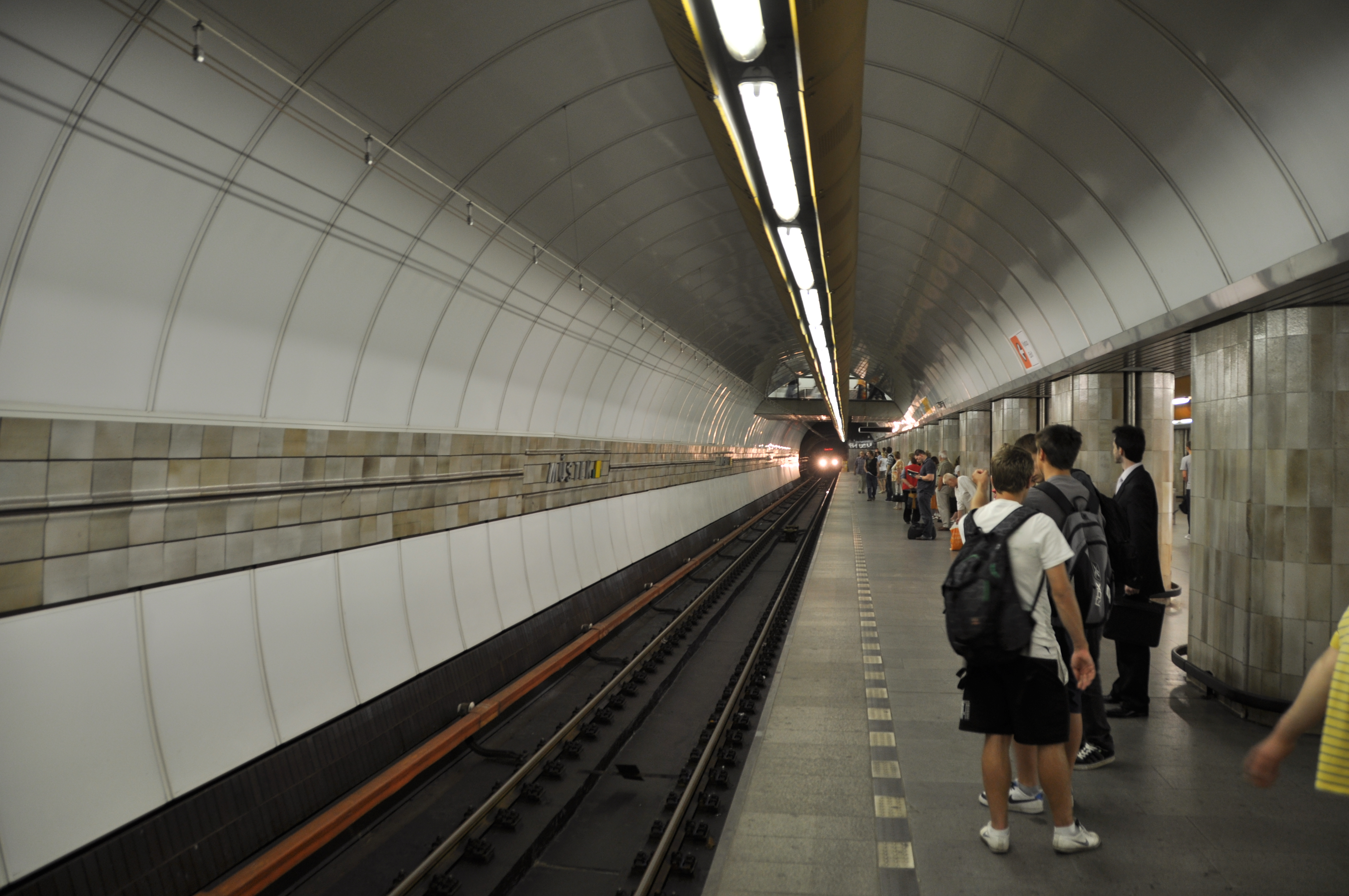
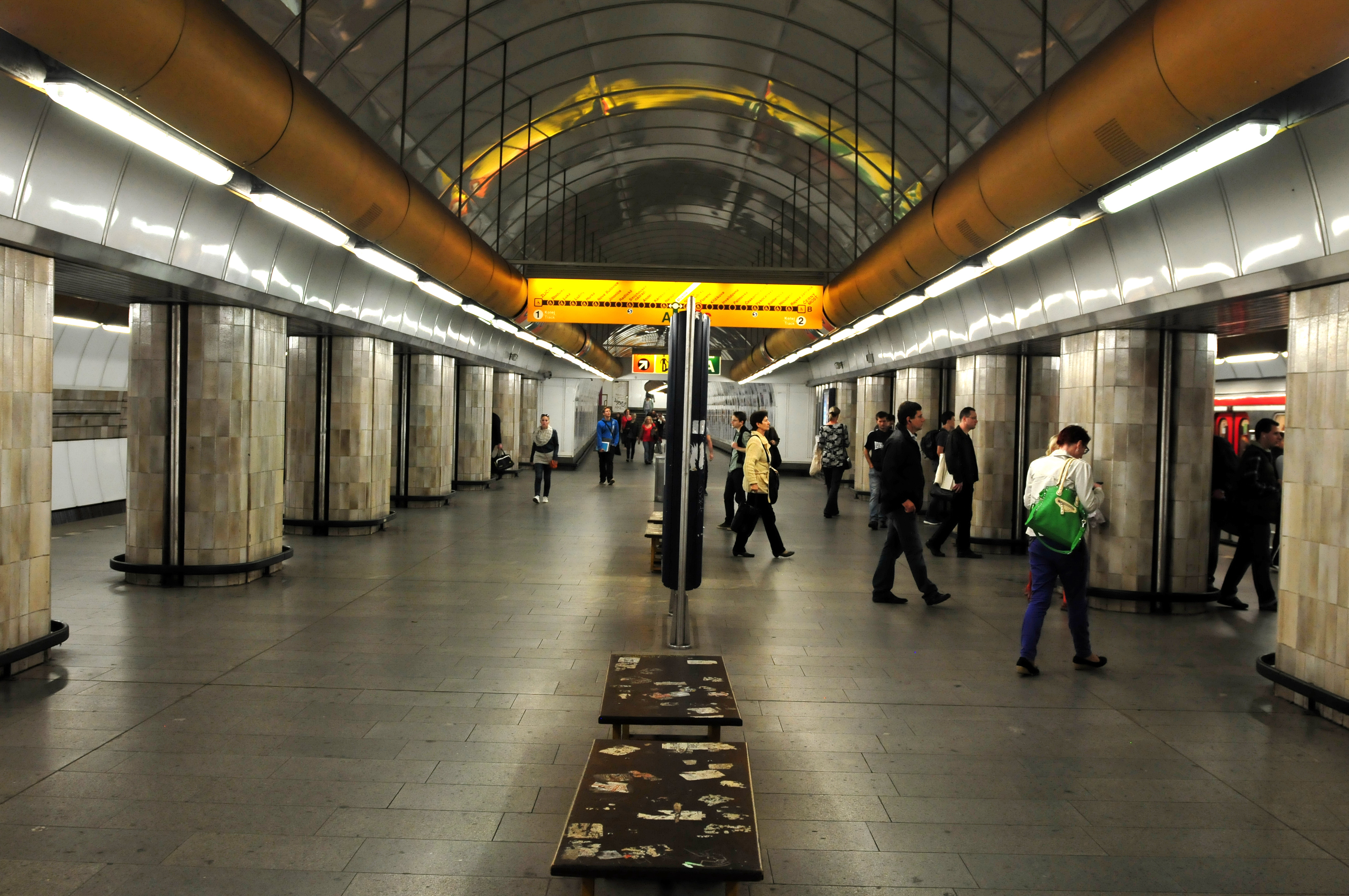

### Intermodalité
À proximité des arrêts de bus sont desservis par les lignes .